# San Frediano in Cestello

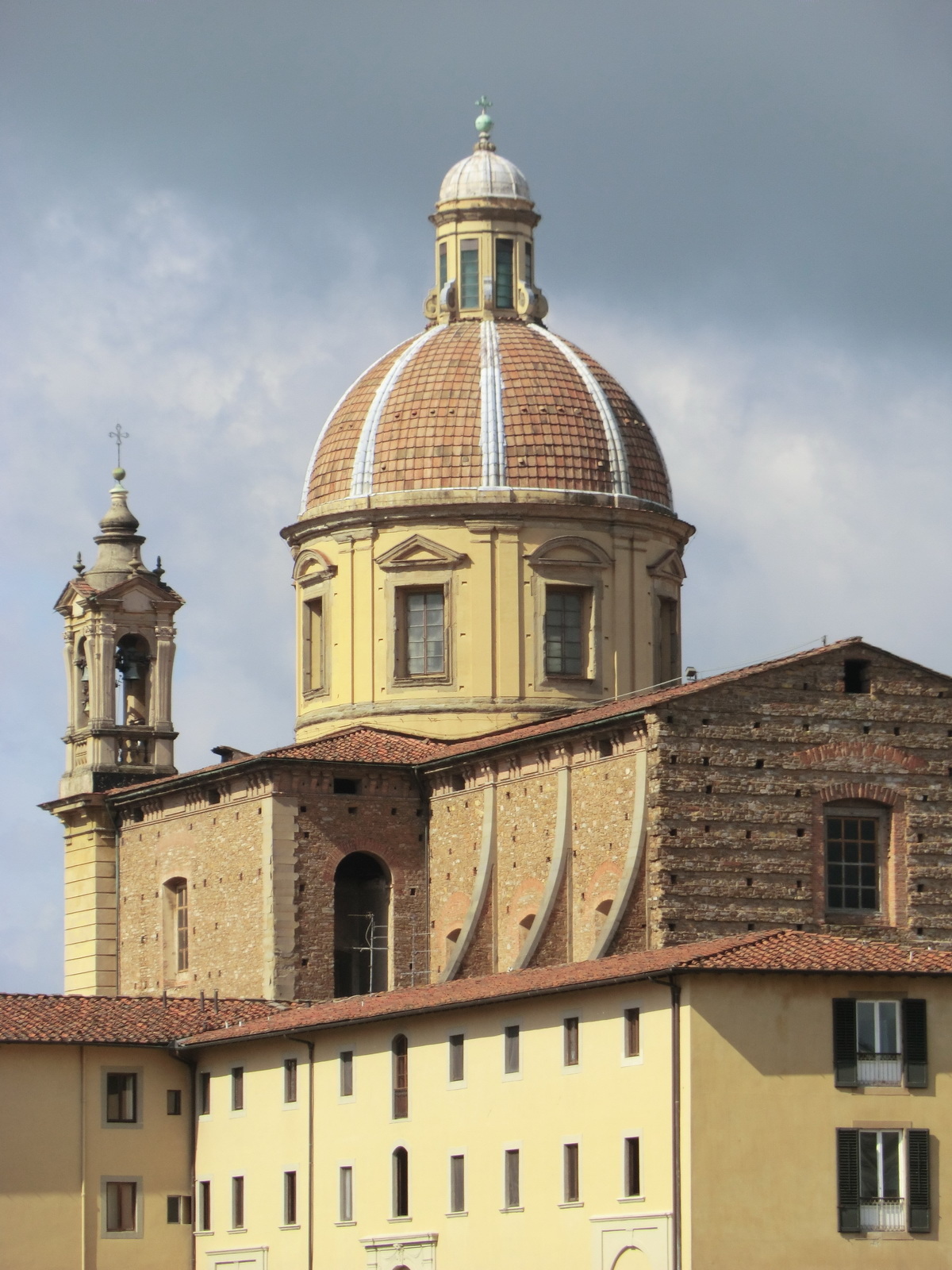
San Frediano in Cestello (2011)

San Frediano in Cestello ist eine römisch-katholische Kirche im Stadtteil Oltrarno in Florenz. Die Kirche steht auf dem Gelände eines ehemaligen Karmelitinnen-Klosters und lässt sich dem Barock zuordnen. Sie ist dem heiligen Frediano von Lucca gewidmet, einem irischen Pilger, der später Bischof von Lucca wurde.

## Kirchenbau und Kunst

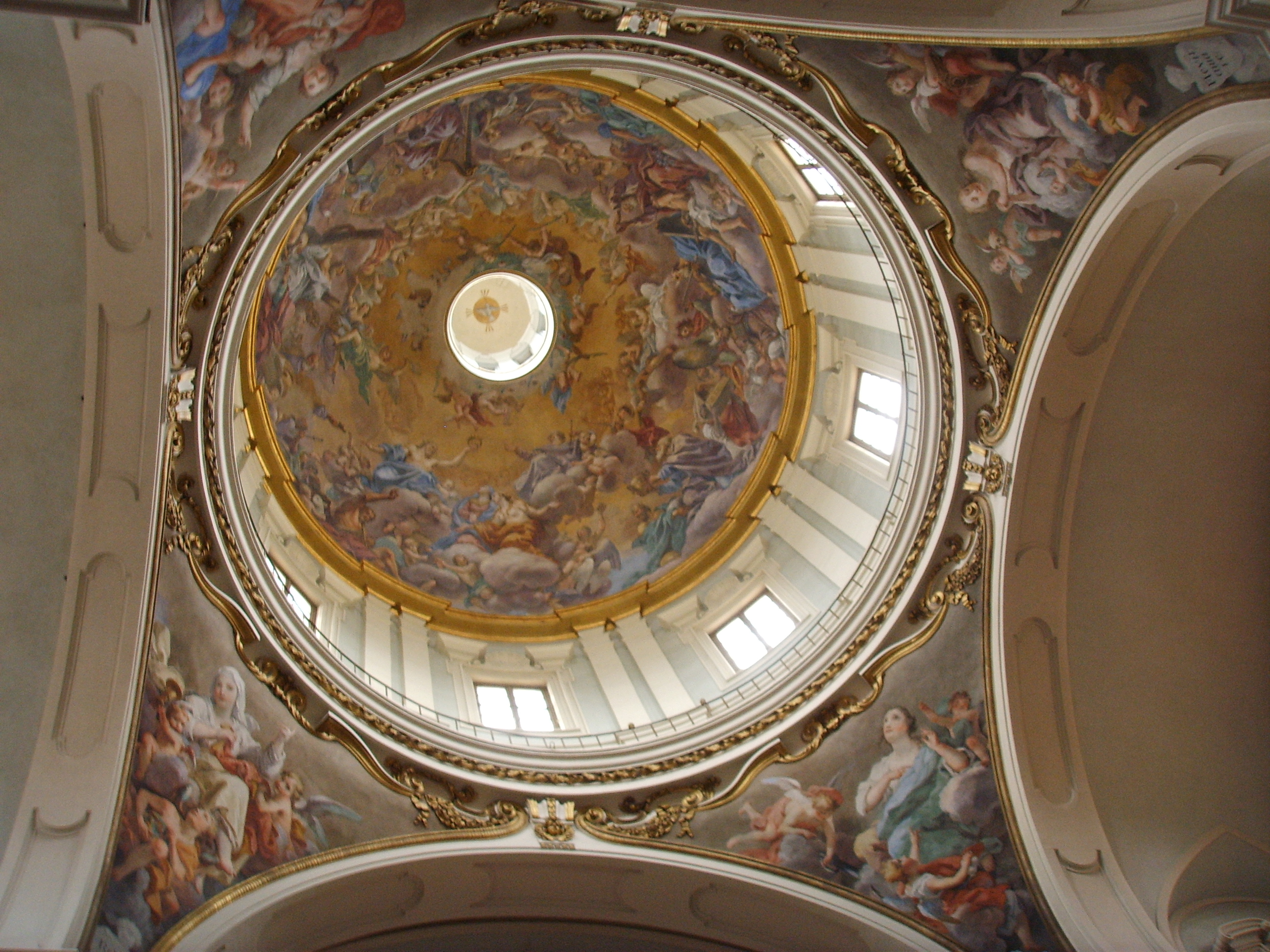
Fresken von Antonio Domenico Gabbiani im Innenraum

Der Bau ist gekennzeichnet durch eine die Umgebung überragende Kuppel, die um 1700 vollendet wurde, und einen Glockenturm mit barockem Helm. Der Innenraum ist als Saalkirche mit Längs- und Querschiff konzipiert. Die Kuppel ist ausgemalt mit Fresken von Anton Domenico Gabbiani, die Szenen aus dem Paradies darstellen.